# Margueray
Margueray és un municipi francès situat al departament de la Manche i a la regió de Normandia. L'any 2007 tenia 151 habitants.

## Demografia

### Població
El 2007 la població de fet de Margueray era de 151 persones. Hi havia 70 famílies de les quals 24 eren unipersonals (8 homes vivint sols i 16 dones vivint soles), 21 parelles sense fills i 25 parelles amb fills.
La població ha evolucionat segons el següent gràfic:
Habitants censats

### Habitatges
El 2007 hi havia 79 habitatges, 68 eren l'habitatge principal de la família, 9 eren segones residències i 2 estaven desocupats. Tots els 79 habitatges eren cases. Dels 68 habitatges principals, 41 estaven ocupats pels seus propietaris i 27 estaven llogats i ocupats pels llogaters; 4 tenien dues cambres, 10 en tenien tres, 15 en tenien quatre i 38 en tenien cinc o més. 62 habitatges disposaven pel capbaix d'una plaça de pàrquing. A 30 habitatges hi havia un automòbil i a 32 n'hi havia dos o més.

### Piràmide de població
La piràmide de població per edats i sexe el 2009 era:
| Homes | Edats   | Dones |
| ----- | ------- | ----- |
| 0     | 95 o +  | 4     |
| 0     | 90 a 94 | 0     |
| 0     | 85 a 89 | 0     |
| 4     | 80 a 84 | 0     |
| 4     | 75 a 79 | 4     |
| 8     | 70 a 74 | 4     |
| 8     | 65 a 69 | 12    |
| 0     | 60 a 64 | 4     |
| 0     | 55 a 59 | 0     |
| 4     | 50 a 54 | 4     |
| 0     | 45 a 49 | 4     |
| 0     | 40 a 44 | 4     |
| 4     | 35 a 39 | 0     |
| 4     | 30 a 34 | 4     |
| 4     | 25 a 29 | 12    |
| 0     | 20 a 24 | 4     |
| 16    | 15 a 19 | 0     |
| 0     | 10 a 14 | 4     |
| 4     | 5 a 9   | 4     |
| 4     | 0 a 4   | 4     |

## Economia
El 2007 la població en edat de treballar era de 85 persones, 70 eren actives i 15 eren inactives. De les 70 persones actives 63 estaven ocupades (35 homes i 28 dones) i 7 estaven aturades (2 homes i 5 dones). De les 15 persones inactives 7 estaven jubilades, 3 estaven estudiant i 5 estaven classificades com a «altres inactius».

### Ingressos
El 2009 a Margueray hi havia 57 unitats fiscals que integraven 138 persones, la mediana anual d'ingressos fiscals per persona era de 14.747 €.

### Activitats econòmiques
Dels 5 establiments que hi havia el 2007, 1 era d'una empresa de fabricació d'altres productes industrials, 1 d'una empresa de construcció, 1 d'una empresa de comerç i reparació d'automòbils, 1 d'una empresa d'informació i comunicació i 1 d'una entitat de l'administració pública.
L'únic servei als particulars que hi havia el 2009 era una fusteria.
L'any 2000 a Margueray hi havia 15 explotacions agrícoles que ocupaven un total de 240 hectàrees.

## Poblacions més properes
El següent diagrama mostra les poblacions més properes.